# Álvaro Gómez (athlétisme)
Pour les articles homonymes, voir Álvaro Gómez.
Álvaro José Gómez, né le 21 février 1989 en Valle del Cauca, est un athlète colombien, spécialiste du sprint.
Son meilleur temps est de 10 s 11 obtenu à Bogota, le 6 mai 2011,. En 2007, il avait battu le record national junior en 10 s 47.
Il est médaillé d'argent du relais 4x100 mètres aux Championnats d'Amérique du Sud d'athlétisme 2006 et médaillé de bronze du relais 4x100 mètres aux Championnats d'Amérique du Sud d'athlétisme espoirs 2006.
Il remporte le relais 4x100 mètres et termine deuxième de la finale du 100 mètres aux Championnats d'Amérique du Sud juniors d'athlétisme 2007.
Lors des Championnats d'Amérique du Sud d'athlétisme 2007, il obtient une médaille d'argent sur le relais 4x100 mètres et une médaille de bronze sur 100 mètres. Il est également médaillé de bronze sur 4x100 mètres aux Championnats panaméricains juniors d'athlétisme 2007.
Lors des Championnats d'Amérique du Sud d'athlétisme espoirs 2010 faisant office d'épreuve d'athlétisme aux Jeux sud-américains de 2010, il est médaillé d'or sur le relais 4x100 mètres et médaillé d'argent sur 100 mètres. Il est ensuite médaillé de bronze du relais 4x100 mètres aux Championnats ibéro-américains d'athlétisme 2010.